# Радиологическое оружие
Радиологи́ческое ору́жие — разновидность оружия массового поражения (ОМП), использующая в качестве основного поражающего фактора ионизирующее излучение радиоактивных материалов, помещённых в оружие, либо образовавшихся под действием, например, облучения изначально нерадиоактивных материалов (к примеру, кобальта, становящегося кобальтом-60 от облучения нейтронами, или крайне слаборадиоактивного висмута, превращающегося в крайне опасный полоний-210), нейтронным излучением в результате ядерной или термоядерной реакции.

## Описание
Самый простой вариант радиологического оружия — «грязная бомба», состоящая из контейнера с радиоактивным изотопом (изотопами) и заряда взрывчатого вещества. При подрыве заряда взрывчатого вещества контейнер с изотопами разрушается, и радиоактивное вещество распыляется ударной волной на большой площади.
Конкретное исполнение бомбы может быть различным в зависимости от количества и свойств исходного материала. Одним из вариантов «грязной бомбы» может быть намеренный подрыв установки невоенного назначения, использующей радиоактивные материалы.

## История
Помимо «грязных бомб» рассматривалось также механическое распыление радиоактивного материала. В фантастической литературе данный вариант был впервые описан Робертом Хайнлайном в рассказе «Никудышное решение» (англ. Solution Unsatisfactory) в 1940 году.
Идею кобальтовой бомбы высказал в 1950 году Лео Силард в качестве примера оружия, способного превратить континенты на долгое время в нежилые земли. Созданный взрывом высоко в стратосфере, изотоп 60Co способен рассеиваться на больших площадях, заражая их. Такие бомбы никогда не испытывались и не изготавливались из-за отложенности и непредсказуемости эффекта их действия.
Последствия аварии, случившейся на Чернобыльской АЭС 26 апреля 1986 года, можно рассматривать как иллюстрацию того, что может быть результатом применения «грязной бомбы», только с очень большой натяжкой: энергетический эквивалент теплового взрыва составил несколько десятков тонн тротила (от 30 до 100 по разным оценкам), эффективность диспергирования (измельчения и пылеобразования) материала активной зоны реактора обусловлена тем, что взрыв открыл путь к испарению в атмосферу разогретых материалов активной зоны реактора в течение длительного времени. Таким образом, взрыв на ЧАЭС по сути формирования поражающих факторов ближе не к взрывам, а к пожарам.

## Испытания элементов радиологического оружия и его распространение

### СССР
Разработки и испытания радиологического оружия в СССР проводились в 1950-х годах. В частности, в 1953 году состоялись испытания ракет Р-2 с головными частями, заправленными радиоактивной жидкостью «Герань» и «Генератор». Заправочное оборудование для этих целей разрабатывалось как минимум до 1955 года.
После создания БРСД Р-5 по распоряжению Совмина СССР от 13 августа 1955 г. и постановлению СМ СССР от 16 ноября 1955 были начаты работы под шифром «Генератор-5» по разработке специальной боевой части для неё, закончившиеся тремя испытательными пусками с 5 сентября по 26 декабря 1957 года. Для снаряжения БЧ ядерными материалами применялся специально разработанный защищённый самоходный манипулятор «объект 805» массой 72 тонны.
Кроме головных частей баллистических ракет, проводились испытания наливных авиационных бомб, предназначенных для заправки радиоактивной жидкостью, были начаты на 71-м полигоне (Багерово, район Керчи). В качестве боевого снаряжения предполагалось использовать жидкие боевые радиоактивные вещества (БРВ), представлявшие собой радиоактивные отходы атомной промышленности, растворённые в химически активных кислотах. Со 2-го квартала 1953 г. по 3-й квартал 1957 г. испытания были перенесены в Семипалатинск.
Испытания радиологического оружия в интересах ВМФ также производились на Ладожском озере, причём загрязнённое радиацией судно «Кит» было посажено на мель в 1955 году в самом озере и эвакуировано оттуда только в 1991 году.
Испытания радиологического оружия в СССР были прекращены в 1958 году.

### Израиль
В 2010—2014 годах в рамках израильского исследовательского проекта «Green Field» по уточнению характера радиоактивного загрязнения в случае применения террористами «грязных бомб» по результатам двадцати полигонных и лабораторных испытаний было впервые доказано незначительное попадание радиоактивных изотопов за пределы места подрыва «грязной бомбы».

## Применение оружия, обладающего радиологическим поражающим эффектом в боевых действиях
На вооружении армий США, России, Великобритании и Украины в настоящее время состоят снаряды с поражающими элементами, выполненными из обеднённого урана-238. Уран по сравнению со свинцом обладает почти вдвое большей плотностью, стачивается слоями, а не расплющивается, и вдобавок пирофорен, что увеличивает его привлекательность для использования в боеприпасах. В то же время уран, используемый для изготовления боеприпасов, хотя и на 40 % менее радиоактивен, чем природный, тем не менее по формальным признакам попадает в категорию радиоактивных, а оружие, которое его содержит, может быть при желании отнесено к радиологическому.
По фактам применения указанного вида боеприпасов во время боевых действий в Югославии, Ираке, а также в Сирии в СМИ неоднократно озвучивались соответствующие обвинения. Также указывалось, что уран весьма горюч и при попадании урановых поражающих элементов в цель происходит его сгорание или диспергирование (то есть образование мелкой урановой пыли), после чего обеззараживание местности оказывается весьма трудоёмким и слабореализуемым.
Ответом на эти обвинения обычно были указания на относительно слабую радиоактивность обеднённого урана, применяемого США, и аргументация о том, что привнесённая им радиоактивность сопоставима с естественной радиоактивностью калийных удобрений или облицовочных материалов из гранита.
Также со стороны сербских и российских источников выдвигалась версия о том, что наряду с боеприпасами, содержащими уран-238, американскими военными применялись аналогичные боеприпасы на основе намного более радиоактивного урана-236, радиологическая поражающая компонента которого несомненна. В частности, подобные утверждения делались перед журналистами начальником экологической безопасности Вооружённых Сил РФ генералом-лейтенантом Борисом Алексеевым. В своих официальных источниках США никогда не подтверждали существование подобных модификаций боеприпасов.
По состоянию на 2015 год неизвестны сколько-нибудь системные открытые исследования долговременного действия радиологической поражающей компоненты этих боеприпасов на местностях их применения. Вопрос о том, следует ли отнести их к радиологическим, остаётся предметом публичной пропагандистской дискуссии.

## Настоящее время
В настоящее время отдельного вида оружия типа «грязной бомбы», стоящего на вооружении армий государств, по официальным данным не существует, так как она не даёт немедленного поражающего эффекта (светового излучения, ударной волны и других видов воздействия атомного оружия) и, следовательно, малополезна в качестве боевого оружия. Использование грязной бомбы может привести к радиационному заражению почвы, воды, к очагам возникновения лучевой болезни на больших территориях. Очистка территории может занять продолжительное время. Воздействие ионизирующего излучения может привести к появлению мутаций у потомства. Всё это также не является желательным для государства, если война ведётся ради завоевания территории и получения материальной выгоды от войны.

## Угрозы террористического применения радиологического оружия
В ноябре 1995 года в Измайловском парке в Москве корреспондент НТВ Елена Масюк обнаружила и извлекла из снега контейнер с цезием-137, заложенный, по её утверждениям, чеченскими террористами. Предположительно, 15-килограммовый контейнер изначально служил для калибровки приборов. После этого по данным Владимира Белоуса, Джохар Дудаев выступил с публичным заявлением[уточнить]: «То, что мы продемонстрировали в Измайловском парке всему мировому сообществу и Москве, — это мизерная доля тех радиоактивных веществ, которые мы имеем».